# Warren G. Magnuson Egészségtudományi Központ
A Warren G. Magnuson Egészségtudományi Központ a Washingtoni Egyetem seattle-i kampuszán található létesítmény, ahol oktatókórház, valamint az intézmény több egészségüggyel kapcsolatos intézete is működik. Több mint 530 ezer négyzetméteres alapterületével a világ legnagyobb épületei közé tartozik.

## Története
Az 1947-ben épült egészségtudományi épület nyolc szárnyból állt. A Naramore, Bain, Brady, Johanson, McCellan & Jones (később NBBJ) által tervezett létesítményt Dudley Pratt szobrai díszítették. Az egyetemi kórház 1959-ben nyílt meg.
Az intézmény névadója Warren G. Magnuson szenátor, aki 1929-ben szerezte meg diplomáját.

## Fordítás
- Ez a szócikk részben vagy egészben  a   Warren G. Magnuson Health Sciences Center című angol Wikipédia-szócikk ezen változatának fordításán alapul.  Az eredeti cikk szerkesztőit annak laptörténete sorolja fel. Ez a jelzés csupán a megfogalmazás eredetét és a szerzői jogokat jelzi, nem szolgál a cikkben szereplő információk forrásmegjelöléseként.